# Shelfordia
Shelfordia är ett släkte av steklar. Shelfordia ingår i familjen bracksteklar.

## Dottertaxa tillShelfordia, i alfabetisk ordning[1]
- Shelfordia ashmeadi
- Shelfordia basiplagiata
- Shelfordia bispeculum
- Shelfordia capensis
- Shelfordia celebesiensis
- Shelfordia charaxa
- Shelfordia chinensis
- Shelfordia cinereicauda
- Shelfordia combusta
- Shelfordia criniseta
- Shelfordia distincticarinata
- Shelfordia flagriseta
- Shelfordia foveata
- Shelfordia havilandi
- Shelfordia ingentiseta
- Shelfordia khasiana
- Shelfordia kuchingensis
- Shelfordia lineativentris
- Shelfordia longicaudata
- Shelfordia luzonensis
- Shelfordia malaccaensis
- Shelfordia marginifoveata
- Shelfordia martini
- Shelfordia melancholica
- Shelfordia novaguinensis
- Shelfordia pallidiceps
- Shelfordia patrous
- Shelfordia philippensis
- Shelfordia quadricarinata
- Shelfordia rimicunea
- Shelfordia rostrata
- Shelfordia rubricaudis
- Shelfordia rubritincta
- Shelfordia ruficeps
- Shelfordia rugifrons
- Shelfordia sadyates
- Shelfordia seticaudis
- Shelfordia shelfordi
- Shelfordia sibalangitensis
- Shelfordia sorana
- Shelfordia sylea
- Shelfordia trichiotheca
- Shelfordia vechti